# Albaniens U21-herrlandslag i fotboll
Albaniens U21-herrlandslag i fotboll är det nationella fotbollslaget för personer i 21 års ålder och administreras av Federata Shqiptare e Futbollit.